# بريتشارد كولون
بريتشارد كولون ميلينديز، من مواليد (19 سبتمبر 1992) هو ملاكم أمريكي محترف سابق، بطل العالم الفخري WBC ، والفائز بالميدالية الذهبية في بطولة الشباب الأمريكية 2010 في فئة 64 كجم (141 رطلاً).

## السنوات الأولى ومهنة الهواة
ولد بريتشارد كولون في ميتلاند بولاية فلوريدا، والديه هما نيفيس وريتشارد كولون، جندي متقاعد، في سن العاشرة، قررت عائلته الانتقال إلى بورتوريكو، حتى يتمكن بريتشارد من تمثيل الجزيرة في المسابقات. استقرت الأسرة في بلدة أوروكوفيس الريفية، بورتوريكو.
بدأ كولون مسيرته المهنية في Albergue Olímpico في ساليناس،بورتوريكو. هناك حصل على لقب "Digget"، والذي يأتي من كلمة «حفار» نسبة إلى طوله، بعد تخرجه من المدرسة الثانوية، بدأ كولون دراسة إدارة الأعمال في جامعة ديل ساجرادو كورازون في سان خوان، بورتوريكو.
خلال مسيرته المهنية للهواة، اكتسب كولون شهرة بفوزه بـ 5 بطولات وطني، في كل من التقسيمين 141 و 152 جنيهًا إسترلينيًا، كما فاز بالميدالية الذهبية في بطولة عموم أمريكا للشباب 2010 في فئة 64 كجم، حارب في البرازيل قبل الألعاب الأولمبية للفوز بالمرور إلى دورة الألعاب الأولمبية الصيفية لعام 2012 في لندن، لكنه خسر أمام مقاتل الفنزويلي في الجولة الثالثة.
في عام 2012، قرر كولون أن يصبح مقاتلاً محترفًا. أنهى مسيرته في الهواة بسجل مثير للإعجاب بلغ انتصاراته مقابل الخسارة 170-15.

## مهنة محترفة
بدأ كولون أول مباراة احترافية له في 23 فبراير 2013. كانت معركته الأولى ضد Xavier La Salle في Cosme Beitía Salamo Coliseum في كاتانيو، بورتوريكو. فاز كولون على لاسال في الجولة الأولى. تميز كولون بجدول أعماله المضطرب. قاتل خمس مرات في عام 2013 و 7 مرات في عام 2014. كانت أبرز معاركه في 9 سبتمبر 2015 عندما قاتل ضد فيفيان هاريس، المقاتلة الأكثر خبرة. أقيمت المعركة في ريكو كوليسيوم في تورنتو، أونتاريو، كندا، وانتهت مع خروج كولون على هاريس في الجولة الرابعة.
في 17 أكتوبر 2015، كان من المقرر أن يقاتل كولون تيريل ويليامز في معركة تحت المستوى في إيجل بانك أرينا في فيرفاكس، فيرجينيا. لم تكن المعركة في الأصل جزءًا من الجدول، ولكن تمت إضافتها عندما خرج أندريه ديريل من معركته مع بليك كاباريلو لأسباب طبية. وقعت المعركة بعد شهر واحد فقط من معركة كولون الأخيرة ضد فيفيان هاريس.

### إصابة الدماغ
قاتل كولون ووليامز في تسع جولات، وبدا أن كولون كان متقدمًا في الجولات الخمس الأولى. طوال المباراة، قام ويليامز بضرب كولون مرارًا وتكرارًا في مؤخرة رأسه بشكل غير قانوني. أبلغ كولون الحكم باللكمات غير المشروعة في مؤخرة رأسه، فأجابه الحكم «أنت تعتني بها». ضرب كولون ويليامز بضربة منخفضة، حيث تم معاقبة كولون بنقطتين. بعد عدة ضربات غير قانونية، أُسقط كولون للمرة الأولى في مسيرته الاحترافية خلال الجولة التاسعة. تحدث كولون إلى طبيب الصف الأول في الحلبة بين الجولات وقال إنه شعر بالدوار، لكنه شعر أنه يمكن أن يستمر. قام طبيب الحلبة بتطهير كولون، واستمر في المباراة. تم استبعاد كولون بعد الجولة التاسعة، عندما خلع ركنه عن طريق الخطأ قفازاته معتقدًا أنها نهاية القتال. ادعى ركن كولون أنه كان غير متماسك ويعاني من الدوار. بعد الشجار، كان كولون يتقيأ ونُقل إلى المستشفى حيث تم تشخيص إصابته بنزيف في المخ. نتيجة لذلك، دخل كولون في غيبوبة لمدة 221 يومًا.
عولج كولون لعدة أسابيع في مستشفى إينوفا فيرفاكس في فيرجينيا، لكنه نُقل في النهاية إلى مركز شيبرد في أتلانتا، جورجيا. تم نقل كولون من المستشفى إلى منزل والدته في أورلاندو، فلوريدا. اعتبارًا من أبريل 2017، ظل كولون في حالة إنباتية مستمرة.
في عام 2017، رفع والدا بريتشارد كولون دعوى قضائية للحصول على تعويضات بأكثر من 50 مليون دولار. لم يتم تسوية الدعوى حتى الآن، رغم أن والدة بريتشارد كولون، نيفز كولون، تعتقد أنه قد لا يتم تسويتها أبدًا.
في مقابلة في سبتمبر 2017، أثناء مناقشة دوره في إصابة كولون، قال ويليامز «أصلي من أجل بريتشارد كل يوم. لن يتغير ذلك أبدًا. لا أتمنى له سوى السلام والصحة. لا أحد يريد أن يحدث لأي شخص ما حدث لبريتشارد. كل الملاكمين إخوة». يُعرف ويليامز الآن في الغالب بدوره في القتال، على عكس حياته المهنية.
في يوليو / تموز 2018، نشرت والدة كولون مقطع فيديو لكولون على حسابها على فيسبوك يمكن من خلاله رؤيته وهو يتلقى العلاج الطبيعي ويستجيب للأوامر الشفهية. كما ذكرت أنه كان يتعلم كيفية التواصل من خلال الكمبيوتر. تستمر في تحميل مقاطع فيديو عن تقدم كولون على YouTube.

## سجل ملاكمة محترف
| 17 نزال      | 16 فوز | 1 خسارة |
| ------------ | ------ | ------- |
| ضربة القاضية | 13     | 0       |
| قرار القضاة  | 3      | 0       |
| إقصاء        | 0      | 1       |

| No. | Result | Record | Opponent                | Type | Round, time  |
| --- | ------ | ------ | ----------------------- | ---- | ------------ |
| 17  | Loss   | 16–1   | Terrel Williams         | DQ   | 9 (10), 0:17 |
| 16  | Win    | 16–0   | Vivian Harris           | KO   | 4 (6), 1:03  |
| 15  | Win    | 15–0   | Michael Finney          | TKO  | 2            |
| 14  | Win    | 14–0   | Daniel Calzada          | TKO  |              |
| 13  | Win    | 13–0   | Héctor Muñoz            | UD   |              |
| 12  | Win    | 12–0   | Christopher Degollado   | UD   |              |
| 11  | Win    | 11–0   | Lenwood Dozier          | UD   |              |
| 10  | Win    | 10–0   | Carlos García Hernández | TKO  |              |
| 9   | Win    | 9–0    | Javier García           | TKO  |              |
| 8   | Win    | 8–0    | Shad Howard             | TKO  |              |
| 7   | Win    | 7–0    | José Vidal Soto         | TKO  |              |
| 6   | Win    | 6–0    | Víctor Moya             | TKO  |              |
| 5   | Win    | 5–0    | Jonathan García         | RTD  |              |
| 4   | Win    | 4–0    | Juan Ramón Santos       | TKO  |              |
| 3   | Win    | 3–0    | Jorge Burgos            | TKO  |              |
| 2   | Win    | 2–0    | Patrick Thomas          | TKO  |              |
| 1   | Win    | 1–0    | Xavier Lasalle          | KO   |              |

## روابط خارجية
- Boxing record for Prichard Colón
- كيف غيرت معركة واحدة حياة بريتشارد كولون Outside the Lines تحكي قصة محتمل الملاكمة الصاعد والقادم بريتشارد كولون، الذي ترك في حالة غيبوبة دائمة بعد مباراة في عام 2015